# Elezioni generali nel Regno Unito del 1950
Le elezioni generali nel Regno Unito del 1950 si svolsero il 23 febbraio. Furono le prime elezioni della storia svoltesi dopo un mandato parlamentare pieno del governo laburista. Nonostante avessero ricevuto oltre un milione e mezzo di voti in più del Partito Conservatore, e pur avendo ricevuto più voti delle elezioni del 1945, i laburisti ottennero una debole maggioranza di soli cinque seggi, in netto contrasto con il 1945 quando avevano ottenuto una maggioranza di 146 seggi. I laburisti indissero poi un'altra elezione generale nel 1951.
Tra i significativi cambiamenti introdotti dopo le elezioni del 1945 vi furono l'abolizione del voto multiplo, e una grande riorganizzazione dei collegi alla Camera dei Comuni. Furono creati undici nuovi collegi in Inghilterra e ne furono aboliti sei, e vi furono oltre 170 modifiche ai collegi in tutta la nazione. L'affluenza crebbe al 83,9%, la più alta affluenza in un'elezione generale nel Regno Unito con suffragio universale. Fu anche la prima elezione ad essere seguita dalla televisione, anche se i filmati non furono registrati.

## Risultati
| Liste  | Liste                                 | Voti       | %      | Variazione % | Seggi | Variazione seggi |
| ------ | ------------------------------------- | ---------- | ------ | ------------ | ----- | ---------------- |
|        | Laburista                             | 13.266.176 | 46,1%  | 1,6%         | 315   | 78               |
|        | Conservatore                          | 10.140.818 | 35,2%  | 1,0%         | 246   | 81               |
|        | Unionista                             | 1.013.909  | 3,5%   | —            | 26    | —                |
|        | Unionista dell'Ulster                 | 352.334    | 1,2%   | —            | 10    | 2                |
|        | LIberale                              | 2.621.487  | 9,1%   | 0,1%         | 3     | 3                |
|        | Liberale Nazionale                    | 985.343    | 3,4%   | 0,5%         | 16    | 5                |
|        | Comunista                             | 91.765     | 0,3%   | 0,1%         | 0     | 2                |
|        | Nazionalisti                          | 65.211     | 0,2%   | 0,2%         | 2     | 0                |
|        | Laburista dell'Irlanda                | 52.715     | 0,2%   | —            | 0     | —                |
|        | Indipendenti                          | 50.299     | 0,2    | 0,4%         | 0     | 0                |
|        | Indipendenti laburisti                | 26.395     | 0,1%   | 0,2%         | 0     | 0                |
|        | Indipendenti conservatori             | 24.732     | 0,1%   | 0,1%         | 0     | 0                |
|        | Sinn Féin                             | 23.362     | 0,1%   | —            | 0     | —                |
|        | Plaid Cymru                           | 17.580     | 0,1%   | 0,1%         | 0     | 0                |
|        | Indipendenti liberali                 | 15.066     | 0,1%   | 0%           | 1     | 1                |
|        | Nazionale Scozzese                    | 9.708      | 0,0%   | 0,1%         | 0     | 0                |
|        | Anti-partizione                       | 5.084      | 0,0%   | —            | 0     | —                |
|        | Laburista Indipendente                | 4.112      | 0,0%   | 0,2%         | 0     | 3                |
|        | Conservatori e laburisti indipendenti | 1.441      | 0,0%   | —            | 0     | —                |
|        | Nazionali Indipendenti                | 1.380      | 0,0%   | —            | 0     | 2                |
|        | Movimento repubblicano del Galles     | 613        | 0,0%   | —            | 0     | —                |
|        | Credito Sociale                       | 551        | 0,0%   | —            | 0     | —                |
|        | Socialisti Uniti                      | 485        | 0,0%   | —            | 0     | —                |
|        | Socialista                            | 448        | 0,0%   | 0            | 0     | 0                |
| Totale | Totale                                | 28.771.124 | 100,00 |              | 625   |                  |

|                    |                    |  |       |       |
| ------------------ | ------------------ |  | ----- | ----- |
| Laburisti          | Laburisti          |  | 46,1% | 46,1% |
| Conservatori       | Conservatori       |  | 40,0% | 40,0% |
| Liberali           | Liberali           |  | 9,1%  | 9,1%  |
| Nazionali Liberali | Nazionali Liberali |  | 3,4%  | 3,4%  |
| Nazionalisti       | Nazionalisti       |  | 0,2%  | 0,2%  |
| Altri              | Altri              |  | 1,1%  | 1,1%  |

|              |              |  |        |        |
| ------------ | ------------ |  | ------ | ------ |
| Laburisti    | Laburisti    |  | 50,40% | 50,40% |
| Conservatori | Conservatori |  | 47,68% | 47,68% |
| Liberali     | Liberali     |  | 1,44%  | 1,44%  |
| Nazionalisti | Nazionalisti |  | 0,32%  | 0,32%  |
| Altri        | Altri        |  | 0,16%  | 0,16%  |